# Seznam slovenskih odvetnikov
Seznam slovenskih odvetnikov.

## A
- Tjaša Andrée Prosenc
- Metka Arah

## B
- Dino Bauk
- Vlado Began
- Rihard Braniselj
- Zdenka Brejc Perne (1908–1964)
- Peter Breznik (1928-2020)

## C
- Nina Cek
- Miro(slav) Cerar starejši
- Urša Chitrakar
- Blaž Crobath
- Velimir Cugmas

## Č
- Tomaž Čad
- Aleksander Čeferin
- Peter Čeferin
- Rok Čeferin
- Ivo Česnik
- Uroš Čop

## D
- Drago Demšar
- Irena Dobravc Tatalovič
- Matija Dolenc
- Živa Drol Novak

## F
- Marjan Feguš
- Ludvik Filipič
- Gorazd Fišer
- Gašper Friškovec

## G
- Klemen Golob
- Ivan Gorjup (Mb)
- Alenka Grad Pečnik
- David Gradišek
- Matevž Grilc
- Roland Grilc
- Davorin Gros
- Josipina (Fini) Grosman (r. Ahačič)
- Karel Grosman
- Vladimir Grosman
- Igor Grošelj

## H
- Jože Hribernik

## I
- Damir Ivančič

## J
- Aleksandra Janežič
- Frančišek Jarc
- Andrej Jarkovič
- Celestin Jelenc
- Mitja Jelenič Novak
- Dušan Jelušič
- Mihael Jenčič
- Samo Jeras
- Franci Ježek
- Alojzij Juvan

## K
- Igor Karlovšek
- Andrej Kavčič (odvetnik)
- Samo Mirt Kavšek
- Stanislav Klep
- Alojzij Kokalj
- Danilo Komavli
- Dragica Kuhelj
- Žiga Klun
- Rok Koren
- Milan Korun
- Matej Kovačič
- Blaž Kovačič Mlinar
- Miha Kozinc
- Barbara Krajnc
- Viljem Krejči
- Katarina Kresal
- Ivan Kukar
- Miha Kunič

## L
- Ksaver Logar
- Ludvik Leskovar
- Lenard Lotrič (1882 - 1941)
- Ivan Lovrenčič
- Jure Lukančič

## M
- Mateja Maček
- Tadej Mihelčič
- Franci Matoz
- Ervin Mejak
- Peter Mele
- Maja Menard
- Janez Mencinger
- Franc Miklavčič
- Neva Miklavčič Predan
- Dragutin Mikša
- Fortunat Mikuletič
- Borut Mihurko

## N
- Matjaž Nanut
- Rastislav Novačan
- Jožef Klavdij Novak

## O
- Mitja Ozbič

## P
- Ingo Paš (Ingo Pasch)
- Tanja Pečar
- Alenka Pečnik
- Boštjan Penko
- Pavle Pensa
- Nataša Pirc Musar
- Andrej Pitako
- Konrad Plauštajner
- Žiga Podobnik
- Ferdinand Pogačnik
- Anton Pregelj
- Janez Premk
- Ljuba Prenner
- France Prešeren
- Tone Prosenc

## R
- Jernej Radež
- Marko Rajčević Lah
- Andrej Razdrih
- Igor Rosina
- Jožef Rosina
- Anton Rudolph

## S
- Dušan Senčar
- Miro Senica
- Teofil Simčič
- Damijan Sitar
- Edvard Slavik
- Slavoj Slavik
- Ati Soss
- Danijel Starman
- Janez Starman
- David Sluga
- Matej Sršen

## Š
- Janko Šavnik
- Rudi Šelih (1929-2024)
- Miha Šercer
- Lucija Šikovec Ušaj
- Bojan Šrot
- Vladimir Šuklje
- Ivan Šušteršič

## T
- Fran Tekavčič
- Ivan Tavčar
- Tomaž Toldi
- Blaž Tomažin Bolcar
- Stanislav Tomc
- Stanko Tomšič
- Henrik Tuma

## U
- Matija Urankar
- Rok Ušeničnik

## V
- Maruša Varl
- Gregor Velkaverh
- Fran Vesel (1894-1954)
- Slavko Vesenjak
- Rudi Vouk
- Andej Vovšek
- Urban Vrtačnik

## Z
- Roman Završek
- Stojan Zdolšek
- Nina Zidar Klemenčič

## Ž
- Mirko Žgajnar